# Aeroportul Noshahr
Aeroportul Noshahr (IATA: NSH, ICAO: OINN) este un aeroport din Nowshahr, Central District⁠(d), Nowshahr County⁠(d), Mazandaran Province⁠(d), Iran ce deservește zona Nowshahr. A fost deschis în 1953.
Situat la o altitudine de −19 m, aeroportul dispune de o singură pistă. Este operat de Iran Civil Aviation Organization⁠(d).